# Jane by Design
Jane by Design est une série télévisée américaine en 18 épisodes de 45 minutes créée par April Blair et diffusée entre le 3 janvier et le 31 juillet 2012 sur ABC Family.
En France, la série est inédite à la télévision mais est disponible en vidéo à la demande en version originale sous-titrée sur diverses plateformes. Néanmoins, elle reste inédite dans les autres pays francophones[source secondaire nécessaire].

## Synopsis
Jane Quimby est une jeune fille de seize ans qui décide d'entrer dans le monde du travail en faisant ses études en alternance. Pour entrer dans l'entreprise de confection Donavan-Decker, elle ment sur son âge et alterne donc deux identités, l'une au lycée et l'autre dans la mode. Le seul au courant de tout est son meilleur ami Billy Nutter qui entretient une relation avec Lulu Pope, l'ennemie de Jane...

## Distribution

### Acteurs principaux
- Erica Dasher : Jane Quimby, sœur de Ben et fille de Kate.
- Nick Roux : Billy Nutter, meilleur ami de Jane.
- Rowly Dennis : Jeremy Jones, collègue de Jane qui semble attiré par Jane mais qui sort avec India.
- David Clayton Rogers (en) : Benjamin « Ben » Quimby, frère de Jane et fils de Kate.
- India de Beaufort : India Jourdain, collègue de Jane qui semble peu apprécier cette dernière. Elle était une des nombreuses assistantes de Gray.
- Meagan Tandy : Lulu Pope, ennemie de Jane.
- Matthew Atkinson : Nick Fadden, coup de cœur de Jane depuis environ la sixième qui montre aussi un certain intérêt pour Jane.
- Andie MacDowell : Gray Chandler Murray, patronne de Jane. Designer connue chez Donovan-Decker.

### Acteurs secondaires
- Smith Cho : Rita Shaw, conseillère d'orientation de Jane. Elle semble montrer un intérêt pour Ben (15 épisodes)
- Ser'Darius Blain : Carter, collègue de Jane. Elle lui demande parfois des faveurs (14 épisodes)
- Karynn Moore : Harper, meilleure amie de Lulu (12 épisodes)
- Bryan Dechart : Eli Chandler, neveu de Gray (8 épisodes)
- Mariah Buzolin (en) : Zoe Mendez, une étudiante qui montre un intérêt pour Billy (7 épisodes)
- Rob Mayes : Tommy Nutter, frère de Billy (5 épisodes)
- Briga Heelan : Amanda Clark, une actrice qui est maintenant professeur d'art dramatique à Whitemarsh High School ou elle était une fille populaire. Elle commence à montrer un intérêt romantique pour Ben, au grand dam de Rita (5 épisodes)
- David Goldman : Vice Principal Jenkins (5 épisodes)
- Todd Grinnell : Mr Hunter (5 épisodes)
- Brooke Lyons : Birdie, directrice des ressources humaines (4 épisodes)
- Teri Hatcher : Kate Quimby, mère de Jane et Ben (4 épisodes)

### Invités
- Karen Strassman (en) (voix variées) (épisode 1)
- Christopher B. Duncan (en) : Juge Bentley Pope, père de Lulu (épisodes 2, 6 et 10)
- Patricia Field : elle-même (épisode 2)
- Stefano Tonchi (en) : lui-même (épisode 2)
- Oded Fehr : Beau Bronn, ex-mari de Gray (épisodes 3, 9 et 10)
- Hartley Sawyer : Brad (épisode 3)
- Alexandra Bokyun Chun : Miyoko Sato (épisode 4)
- Nanette Lepore (en) : elle-même (épisode 4)
- Amy Okuda : Asian Girl (épisode 6)
- Cameron Silver (en) : lui-même (épisode 6)
- Kara Killmer : Blonde Girl (épisode 6)
- Lili Simmons : Piper Grace (épisode 7)
- Autumn Reeser : Charlotte (épisode 8)
- Betsey Johnson : elle-même (épisode 8)
- Nicholas James (en) : Adam 2 (épisode 8)
- Amy Astley (en) : elle-même (épisode 9)
- Brandon W. Jones (en) : Christopher (épisode 9)
- Andi Carnick : Real Estate Agent (épisode 9)
- Jimmy Clabots (en) : Man in Bar (épisode 9)
- Paulina Porizkova : elle-même (épisode 10)
- Parker Young : Aiden Chase (épisode 12)
- John Marshall Jones (épisodes 13 et 16)
- Nathan Dean Snyder : Catcher (épisodes 13 et 16)
- Chris Benz (en) : lui-même (épisode 13)
- Kelly Osbourne : elle-même (épisode 14)
- John Brotherton : Dakota (épisodes 15 et 16)
- Christian Siriano (en) : lui-même (épisode 15)
- Tamara Mellon (en) : elle-même (épisode 15)
- Nina García (en) : elle-même (épisode 16)

## Production

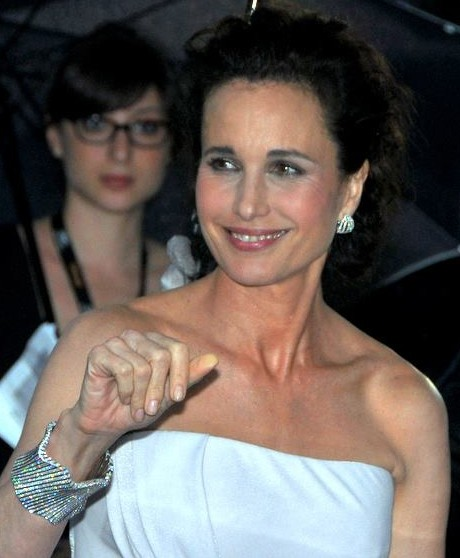
L'actrice Andie MacDowell, l'année de diffusion de la série.

Début octobre 2010, ABC Family commande un pilote sous le titre What Would Jane Do. La production annonce dès la fin du mois le casting d'Erica Dasher, suivi en novembre d'Andie MacDowell.
La série est commandée en avril 2011 pour dix épisodes sous son titre actuel, et les autres membres de la distribution sont annoncés : Nicholas Roux (Lemonade Mouth), Rowly Dennis (Desperate Housewives), India De Beaufort (One Tree Hill), Meagan Tandy (10 Things I Hate About You) et Matthew Atkinson (CSI).
Le 29 février 2012, ABC Family prolonge la série pour huit épisodes supplémentaires, portant le total de cette première saison à 18 épisodes, et annonce le mois suivant que Teri Hatcher participera à quatre épisodes et en réalisera un. Après les dix premiers épisodes, la diffusion des hut épisodes suivants a repris le 5 juin 2012.
Le 17 août 2012, ABC Family annonce l'annulation de la série,.
La créatrice de la série, April Blair, a révélé ce qui était prévu si une saison 2 avait vu le jour[réf. souhaitée]. Eli découvrit le secret de Jane. Jane et Billy auraient partagé leur premier baiser. Ben et Rita se seraient fiancés. Jeremy commencerait son propre label de mode indépendant en concurrence avec Donovan Decker et son histoire d'amour avec India continuerait de croître. Amanda aurait commencé à sortir avec un enseignant du nom de Todd, qui a déjà eu des sentiments romantiques pour Rita, tout en continuant à rivaliser avec Rita. Enfin, Kate serait revenue en ville[réf. souhaitée].

## Épisodes
| № | Titre                                            | Réalisation              | Scénario                                                                  | Première diffusion | Audience (millions) |
| --- | ------------------------------------------------ | ------------------------ | ------------------------------------------------------------------------- | ------------------ | ------------------- |
| 1 | Quiproquo Pilot                                  | Lev L. Spiro (en)        | April Blair                                                               | 3 janvier 2012     | 1,612               |
| Jane Quimby, une lycéenne, décide de faire ses études en alternance dans la confection au sein de l'Entreprise Donovan-Decker. Ainsi elle devient l'assistante de Gray Chandler Murray. Mais pour être prise il faut qu'elle soit majeure, donc elle décide de mentir sur son âge. |                                                  |                          |                                                                           |                    |                     |
| 2 | Le Défilé The Runway                             | Michael Lange            | April Blair                                                               | 10 janvier 2012    | 1,117               |
| Jane est face à un dilemme cornélien : Nick lui a demandé de l'accompagner au bal du lycée mais elle doit présenter un défilé de mode pour Gray. |                                                  |                          |                                                                           |                    |                     |
| 3 | Le Trunk Show The Birkin                         | Michael Katleman (en)    | Jessica O'Toole et Amy Rardin (en)                                        | 17 janvier 2012    | 1,337               |
| Gray donne une liste de choses à faire à Jane dont rompre avec un top-model. Elle lui donne aussi un sac Birkin. Ben commence à travailler en tant qu'assistant du coach sportif. Lulu et Jane sont les meilleures de leur classe. |                                                  |                          |                                                                           |                    |                     |
| 4 | La Couverture de tous les enjeux The Finger Bowl | Arlene Sanford           | John A. Norris                                                            | 24 janvier 2012    | 1,475               |
| Jane aide Jérémy à accueillir la rédactrice d'un magazine de mode qui a des exigences élevées qui pourraient propulser sa carrière ou bien la réduire à néant. Jane découvre aussi la relation entre Billy et Lulu et prend cela pour une trahison de la part de Billy. |                                                  |                          |                                                                           |                    |                     |
| 5 | À la recherche du lookbook The Look Book         | Gavin Polone (en)        | Flint Wainess                                                             | 31 janvier 2012    | 1,353               |
| Jane doit partir à Paris afin de donner à Gray le Look Book. Malheureusement elle l'égare. |                                                  |                          |                                                                           |                    |                     |
| 6 | Secret en danger The Image Issue                 | Melanie Mayron           | Deirdre Shaw                                                              | 7 février 2012     | 1,115               |
| Gray donne à Jane un projet, elle doit donc faire une présentation vidéo sur la mode chez les jeunes. |                                                  |                          |                                                                           |                    |                     |
| 7 | Incontrôlable The Teen Model                     | Phil Traill              | Melissa Carter                                                            | 14 février 2012    | 1,105               |
| Gray demande a Jane de garder Piper Grace, une top model. Malheureusement elle découvre la vraie identité de Jane et la menace de tout révéler sauf s'ils vont à la fête organisée par Nick, seulement Jane est punie et ne peut pas y aller. |                                                  |                          |                                                                           |                    |                     |
| 8 | Course contre la montre The Wedding Gown         | Michael Grossman         | Emily Fox                                                                 | 21 février 2012    | 1,348               |
| Jérémy doit concevoir une robe de mariée pour une mondaine qui épouse un prince. Jane possède le modèle de robe qui conviendrait parfaitement mais India l'en dissuade. Nick demande à Jane de venir le voir à son match de baseball mais l'affaire « Robe de Mariée » se complique. |                                                  |                          |                                                                           |                    |                     |
| 9 | Drôle de week-end The Getaway                    | Howard Deutch            | John A. Norris                                                            | 28 février 2012    | 964 000             |
| Les lycéens décident de faire du camping. Jane veut y aller avec Nick mais India l'oblige à aller avec elle pour un voyage d'affaires. Quelqu'un du lycée de Jane découvre les photos de Jane à Paris et demande à Jérémy de parler à Jane. Jane apprends par Billy qu'à la soirée du camping Nick et Lulu se sont embrassés et que LuLu a demandé à Billy de choisir entre elle et Jane. Il choisit Jane. Tommy propose à son frère (Billy) de faire un vol, mais son frère refuse.                                                    |                                                  |                          |                                                                           |                    |                     |
| 10 | Au pied du mur The End of the Line               | Phil Traill              | April Blair et Paul Haapaniemi                                            | 6 mars 2012        | 491 000             |
| Tout ce que l'on fait à des conséquences. Billy s'est fait prendre la main dans le sac avec Tommy et se retrouve face au père de Lulu comme juge. À la sortie du jugement il retourne chez Jane donc la maison est vide et reçoit la visite de son frère qui lui fait réaliser que la seule personne dont Billy est jamais aimé est Jane. Il part la rejoindre directement est lui avoue qu'il l'aime et que c'est la fille qu'il attendait depuis toujours. Mais Jérémy fait son entrée et lui demande qui est l'homme en face d'elle. |                                                  |                          |                                                                           |                    |                     |
| 11 | Nouveau départ The Replacement                   | James Hayman             | April Blair                                                               | 5 juin 2012        | 1,358               |
| Billy est sorti du hall des mineurs et refuse d'avouer ses sentiments à Jane. Jane se rend compte qu'elle peut avoir une chance d'obtenir l'emploi face à India, mais elle fait face à une rude concurrence. Ben a du mal à garder le secret de Jane par rapport à Rita. |                                                  |                          |                                                                           |                    |                     |
| 12 | La Vengeance d'India The Celebrity               | Gavin Polone             | April Blair                                                               | 12 juin 2012       | 1,336               |
| L'équipe de Donovan Decker doit obtenir l'approbation de India, qui est maintenant le directeur de style pour le grand magasin Harrods. Aiden Chase, une célébrité masculine est choisie pour porter des vêtements conçus par Donovan Decker. Rita se sent mal à l'aise avec Ben dans leur relation, elle décide alors de rompre avec lui. Billy se lie d'amitié avec une nouvelle élève, Zoe. |                                                  |                          |                                                                           |                    |                     |
| 13 | La Surprise The Surprise                         | Phil Traill              | John A. Norris                                                            | 19 juin 2012       | 1,301               |
| C'est l'anniversaire de Jane et tout le monde fait comme si de rien n'était mais son frère organise une fête surprise où elle fera une surprenante rencontre. |                                                  |                          |                                                                           |                    |                     |
| 14 | Une deuxième chance The Second Chance            | Millicent Shelton (en)   | Melissa Carter                                                            | 26 juin 2012       | 1,083               |
| Jane décide de pardonner à Kate. Mais Ben continue à avoir du ressentiment envers Kate. Amanda Clark, une actrice qui avait l'habitude d'aller à l'école avec Ben et Rita, est engagé comme professeur d'art dramatique. Amanda déménage alors chez Ben et commence une compétition avec Rita. Billy apprend que Zoe est riche. |                                                  |                          |                                                                           |                    |                     |
| 15 | Le Rendez-vous galant The Online Date            | Phil Traill              | Lenn K. Rosenfeld                                                         | 10 juillet 2012    | 1,308               |
| Amanda et Rita continue à concurrencer pour attirer l'attention de Ben. Billy accepte de rencontrer les parents de Zoe et découvre qu'ils sont un couple gay. L'ex-petit ami de Kate, Dakota, apparaît en ville. |                                                  |                          |                                                                           |                    |                     |
| 16 | La Robe de secours The Backup Dress              | Daisy von Scherler Mayer | Deirdre Shaw                                                              | 17 juillet 2012    | 1,281               |
| Kate accepte la proposition de Dakota et se dirige vers le Colorado. Jane est laissé seule dans la maison depuis que Ben et Kate sont sur leurs propres voyages. |                                                  |                          |                                                                           |                    |                     |
| 17 | La Soirée du siècle The Sleepover                | Gavin Polone             | Histoire : April Blair et Paul Haapaniemi Mise en scène : Paul Haapaniemi | 24 juillet 2012    | 1,41                |
| Sans les dessins de Jeremy, Donovan-Decker est au plus mal. Alors lorsque Jeremy reprend contact avec Jane, cette dernière est chargée de le retrouver et de le ramener. Pendant ce temps Eli fait quelque chose qu'il va forcément regretter. |                                                  |                          |                                                                           |                    |                     |
| 18 | Mission Accomplie The Bonus Check                | Gavin Polone             | Joey Murphy (en) et John Pardee (en)                                      | 31 juillet 2012    | 1,184               |
| Jane reçoit un chèque de 5 000 $ pour sauver l'affaire Harrods. Nick se foule la cheville. Jane découvre ses vrais sentiments pour Billy après avoir découvert qu'Eli était infidèle. |                                                  |                          |                                                                           |                    |                     |